# U-Bahn-Station Reumannplatz
Reumannplatz is een metrostation in het district Favoriten van de Oostenrijkse hoofdstad Wenen. Het station werd geopend op 25 februari 1978 en wordt bediend door lijn U1.

## Geschiedenis
Op 26 januari 1968 werd besloten om een metronet in Wenen aan te leggen met drie lijnen waarvan de U1 zou lopen tussen Reumannplatz en Praterstern. De nadere uitwerking van het metronet, de U-Bahn-Netzvariante M uit 1970, omvatte een veel groter net met verlengingen die pas later zouden worden toegevoegd. De bouw van de lijn begon in 1969 op de Karlsplatz en op 25 februari 1978 ging het eerste deel open voor de reizigersdienst. De verlenging aan de zuidkant werd op 2 september 2017 geopend. 

## Ligging en inrichting
Het station met twee ondergrondse niveaus ligt onder de Favoritenstraße en de Reumannplatz die genoemd is naar de eerste sociaaldemocratische burgemeester van Wenen, Jakob Reumann. Onder de Reumannplatz ligt de verdeelhal, boven het zuideinde van het eilandperron  met aan weerszijden toegangen op het parkachtige plein. De noordelijke toegang ligt in het voetgangersgebied in de  Favoritenstraße ter hoogte van de Quellenstraße..Hier zijn de in- en uitgaande reizigersstromen gescheiden  en is ook de lift tussen straat en perron te vinden. Bovengronds kan worden overgestapt op de tram en vele buslijnen. Naast het station ligt het Amalienbad en IJsalon Tichy.
Omdat het station van 1978 tot 2017 het eindpunt van de lijn was liggen ten zuiden van het perron keersporen in de tunnel.

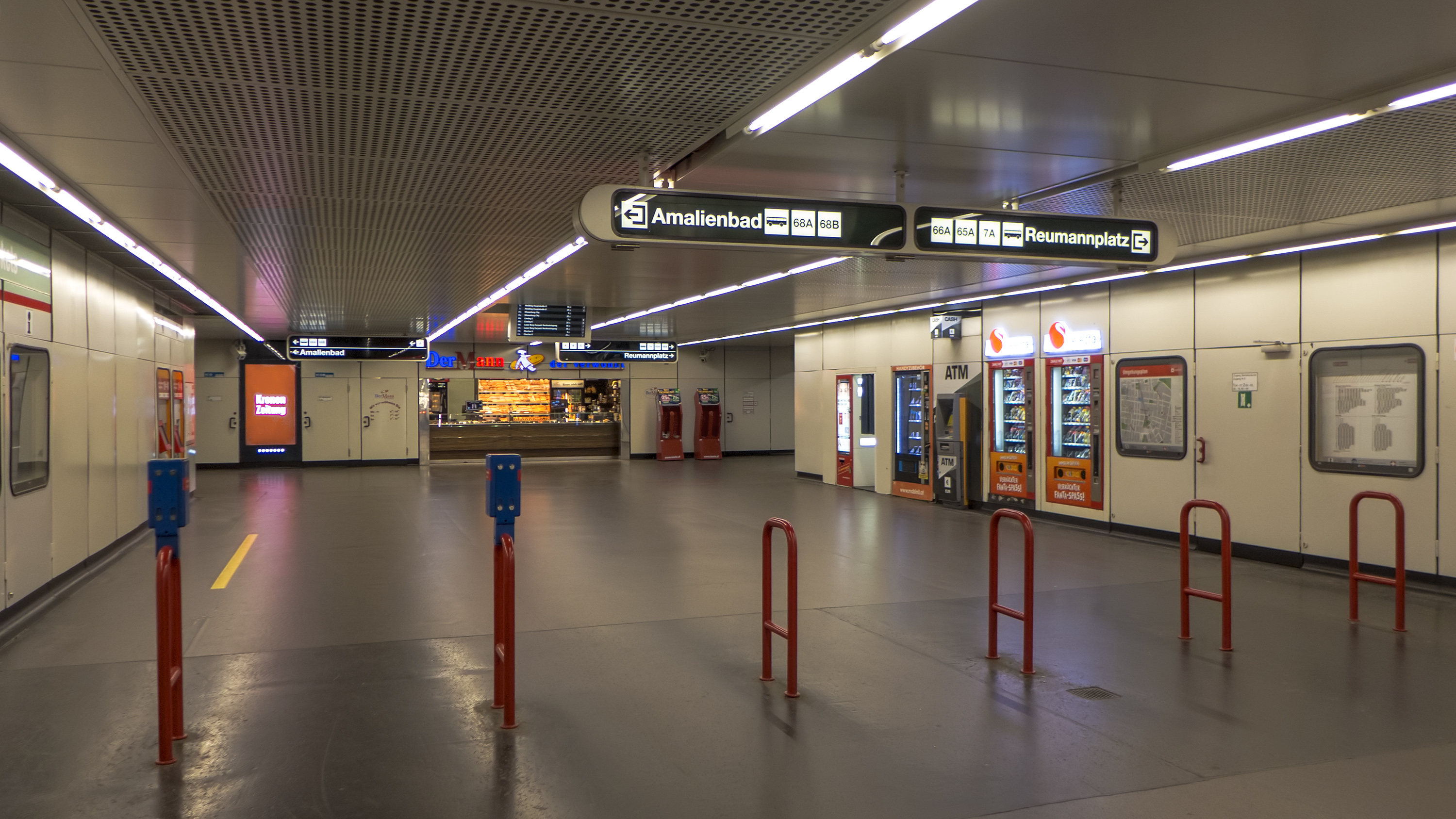
De zuidelijke verdeelhal.
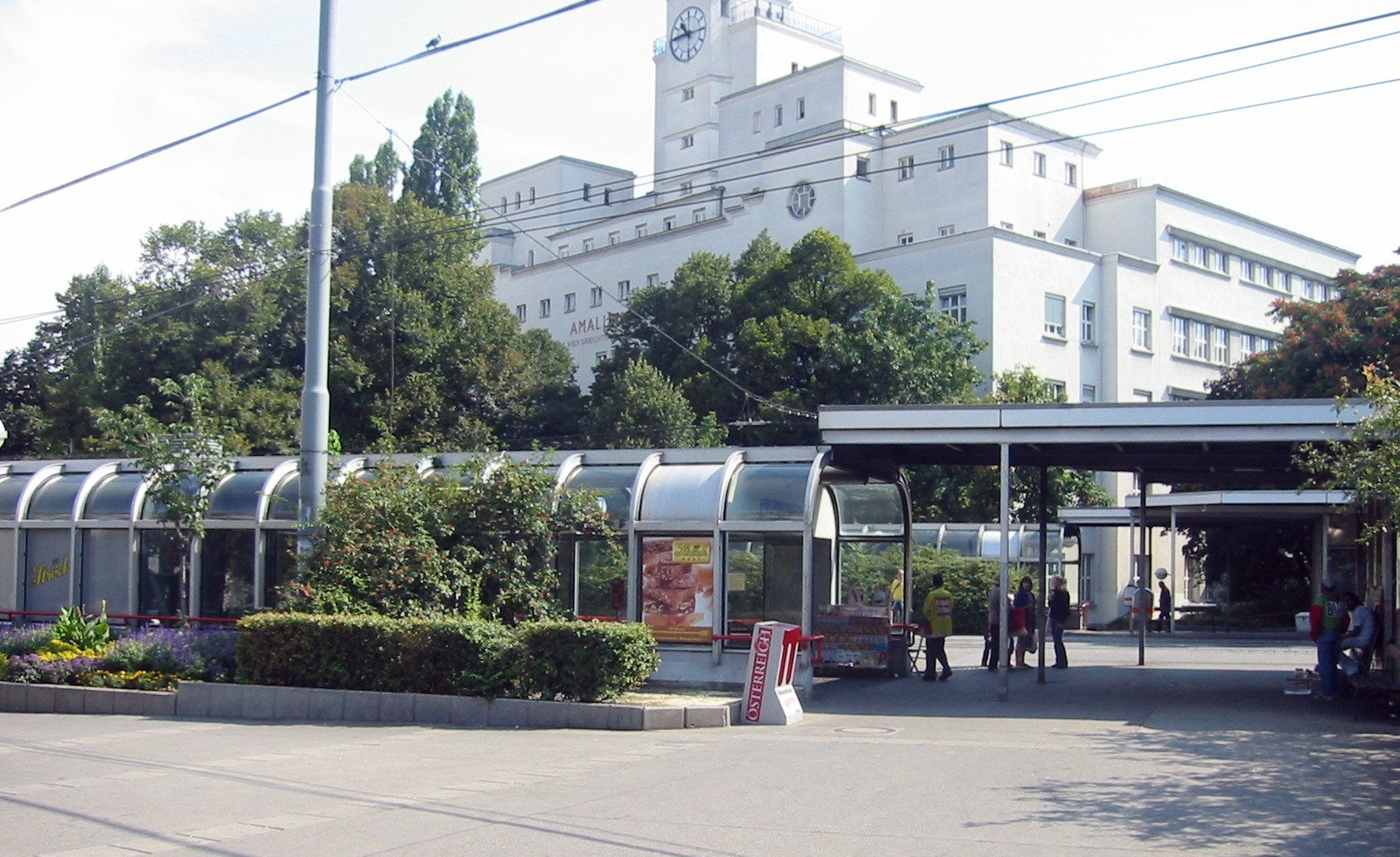
De twee zuidelijke toegangen met het Amalienbad op de achtergrond.
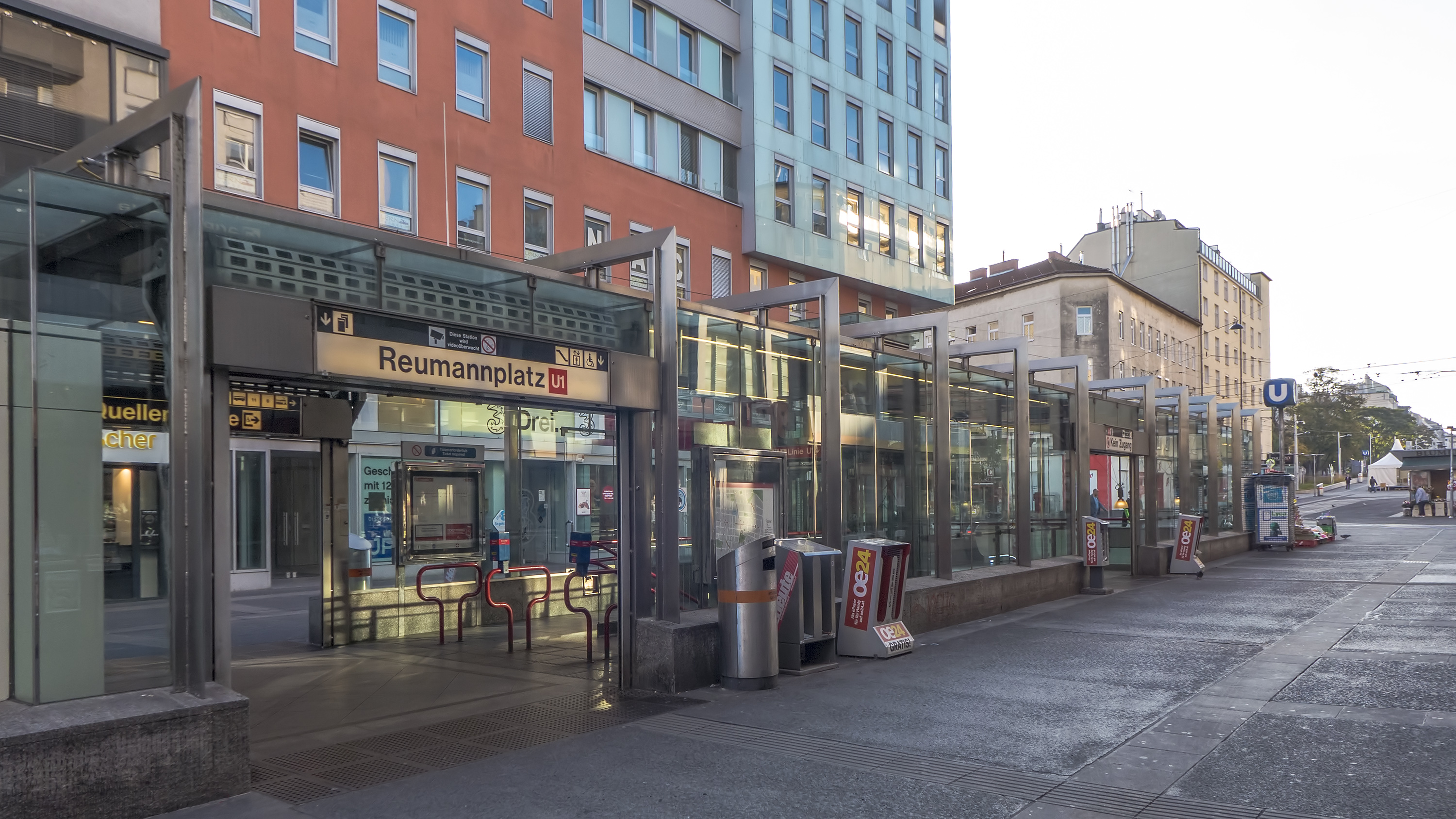
De noordelijke toegang in de Favoritenstraße.